# Ludność Dzierżoniowa

Herb Dzierżoniowa

## LudnośćDzierżoniowa
- 1840 - 5 101 (w tym 59 Żydów)[1]
- 1853 - 5 744   (w tym 98 Żydów)[1]
- 1875 - 7 268[2]
- 1880 - 7 255[2]
- 1885 - 7 368   (włącznie z wojskiem)[3]
- 1890 - 13 040   (w tym 154 Żydów)[2]
- 1925 - 16 075   (w tym 61 Żydów[1])[2]
- 1933 - 17 521   (w tym 67 Żydów)[2]
- 1939 - 11 253
- 1946 - 16 646   (spis powszechny)
- 1950 - 20 247   (spis powszechny)
- 1955 - 25 432
- 1960 - 27 152   (spis powszechny)
- 1961 - 28 200
- 1962 - 28 600
- 1963 - 29 300
- 1964 - 30 200
- 1965 - 30 683
- 1966 - 31 300
- 1967 - 32 300
- 1968 - 32 800
- 1969 - 33 000
- 1970 - 32 972   (spis powszechny)
- 1971 - 33 400
- 1972 - 34 100
- 1973 - 34 400
- 1974 - 34 917
- 1975 - 35 372
- 1976 - 35 400
- 1977 - 35 800
- 1978 - 35 500   (spis powszechny)
- 1979 - 35 800
- 1980 - 36 257
- 1981 - 36 542
- 1982 - 36 815
- 1983 - 37 558
- 1984 - 37 937
- 1985 - 37 665
- 1986 - 37 793
- 1987 - 37 798
- 1988 - 37 585   (spis powszechny)
- 1989 - 37 840
- 1990 - 37 994
- 1991 - 38 003
- 1992 - 38 428
- 1993 - 38 401
- 1994 - 38 362
- 1995 - 38 066
- 1996 - 38 104
- 1997 - 37 986
- 1998 - 37 753
- 1999 - 37 609
- 2000 - 37 516
- 2001 - 37 369
- 2002 - 35 327   (spis powszechny)
- 2003 - 35 162
- 2004 - 34 878
- 2005 - 34 809
- 2006 - 34 536
- 2011 - 34 838
- 2012 (30 czerwca) - 34 704
- 2013 (30 czerwca) - 34 503[4]

## Powierzchnia Dzierżoniowa
- 1995 - 20,07 km²